# Дело Йозефа Фритцля
Де́ло Йо́зефа Фри́тцля — судебное разбирательство вокруг австрийского инженера-электрика из города Амштеттена (Австрия), который 24 года держал в подвале своего дома собственную дочь, насиловал и издевался над ней.

## Биография
Йозеф Фритцль (нем. Josef Fritzl, ныне известный как Майрхофф) родился 9 апреля 1935 года в Амштеттене в семье Йозефа Фритцля-старшего и Марии Фритцль (урожденной Неннинг). Он рос единственным ребенком, которого воспитывала только работающая мать. Его отец, страдавший сильным алкоголизмом, бросил семью, когда Фритцлю было четыре года, и больше никогда не вступал с ним в контакт. Впоследствии Фритцль-старший служил солдатом вермахта во время Второй мировой войны и был убит в бою в 1944 году. Его имя выбито на мемориальной доске в Амштеттене. В 1956 году, в возрасте 21 года, Фритцль-младший женился на 17-летней Розмари (родилась 23 сентября 1939 года), от которой у него родились три сына и четыре дочери, включая Элизабет (нем. Elisabeth Fritzl), родившуюся 6 апреля 1966 года. Получив образование в техническом колледже HTL по специальности «электротехника», Фритцль устроился на работу в компанию Voestalpine в Линце. С 1969 по 1971 год он работал в фирме по производству строительных материалов в Амштеттене. Позже он стал продавцом технического оборудования, путешествуя по всей Австрии. В 1995 году, когда ему исполнилось 60 лет, он отошел от активной работы, но продолжал заниматься коммерческой деятельностью. Помимо многоквартирного дома в Амштеттене, Фритцль сдавал в аренду еще несколько объектов недвижимости. В 1972 году он приобрел пансион и прилегающий к нему кемпинг на озере Мондзее. Вместе с женой он управлял им до 1996 года.
В 1967 году Фритцль был арестован и осуждён по обвинению в изнасиловании, после чего провёл 1,5 года в тюрьме.
После освобождения его жертвой стала тяжелобольная мать, которую Фритцль держал в заточении на чердаке. Окна её темницы были замурованы кирпичами, и старая женщина умерла в 1980 году, проведя в чердачной комнате около 10 лет. Параллельно Фритцль строил в подвале бункер для своей дочери Элизабет.
Элизабет подвергалась бытовому насилию со стороны отца с 1977 года. Впервые он надругался над Элизабет, когда ей было 11 лет, в 16 лет она попыталась сбежать из дома, но её нашли и вернули. Строительство бункера для Элизабет Фритцль задумал ещё в 1978 году, когда Элизабет было 12 лет. Бункер был готов к 18-летию дочери (28 августа 1984 года). После того как Йозеф запер свою дочь в подвале, он заявил в полицию, что дочь пропала, но через какое-то время якобы получил от неё известие, чтобы её не искали.
Трое детей Элизабет, рождённых от отца, оказались заключены в подвале вплоть до освобождения — это дочь Кёрстин в возрасте 19 лет, сын Штефан возраста 18 лет и сын Феликс пяти лет. Один ребёнок по имени Михаэль умер на третий день после родов от респираторных проблем, лишённый возможности получить медицинскую помощь. Трое остальных детей жили в основном доме с Йозефом и его женой Розмари, при этом Фритцль организовывал их «подкидывание»: Лиза была «подкинута» на девятом месяце в 1993 году, Моника на десятом месяце в 1994 году, а Александр на 15 месяце жизни в 1997 году: они якобы подкидывались родителям убежавшей дочерью. Фритцль говорил также о принадлежности дочери к особому культу.
В апреле 2008 года старшая дочь Кёрстин серьёзно заболела, Йозеф по просьбе Элизабет отвёз её в больницу, последовательность событий после этого привела к раскрытию преступления. У Кёрстин была обнаружена сложная форма почечной недостаточности, и врачи потребовали историю болезни, а также присутствия матери. Отсутствие матери вызвало интерес полиции (всплыло дело о пропаже Элизабет), случай проник в печать и на телевидение. Фритцль предъявил письмо от Элизабет, в котором говорилось о «секте», но письмо вызвало подозрение у местного специалиста по культам. Фритцлю пришлось привести Элизабет в больницу, где они были немедленно арестованы полицией и изолированы друг от друга. Когда полиция заверила Элизабет, что она не вернётся к её отцу и её дети не останутся без присмотра, она рассказала всю историю о 24-летнем заключении, на основании которой было начато уголовное дело; генетический тест подтвердил инцест и отцовство Йозефа.
19 марта 2009 года суд присяжных признал его виновным по всем пяти пунктам обвинения: инцест, незаконное лишение свободы, неоднократное изнасилование, содержание людей в рабстве и убийство по недосмотру. 73-летний Йозеф Фритцль был приговорён окружным судом австрийского города Санкт-Пёльтен к пожизненному заключению. Отбывает заключение в специальном тюремном медицинском учреждении для душевнобольных.

## В культуре
Немецкая индастриал-метал-группа Rammstein посвятила этому инциденту свою песню Wiener Blut из альбома Liebe ist für alle da. Другая немецкая металкор-группа Caliban посвятила этому инциденту песню 24 Years. Французская дэт-метал-группа Benighted посвятила песню Fritzl. Также российская метал-группа Satrapy посвятила этому случаю песню «Элизабет». Финская блэк/дэт-метал-группа Gloria Morti посвятила этому инциденту песню Josef Fritzl из альбома Kuebiko.
В 2015 году на экраны вышел фильм «Комната» режиссёра Ленни Абрахамсона, экранизация одноимённого романа Эммы Донохью. Идея книги основана на реальной истории пятилетнего Феликса, сына Элизабет. Фильм получил ряд престижных премий, в том числе «Оскар» за лучшую женскую роль (Бри Ларсон в роли пленницы).
В 2021 году на экраны вышел фильм «Девушка в подвале» режиссёра Элизабет Рём.